# Онышко, Изабела
Изабела Мария Онышко (англ. Isabela Maria Onyshko, родилась 23 июня 1998, Миннедоса) — канадская гимнастка, чемпионка Игр Содружества (2018), участница летних Олимпийских игр 2016 в Рио-де-Жанейро. Гимнастка специализируется в соревнованиях на бревне: в этой дисциплине она стала финалисткой Олимпиады (2016) и чемпионкой Канады (2014). Также сильной дисциплиной канадки являются разновысокие брусья, на которых Изабела впервые в карьере завоевала золотую медаль (2014), а также впервые выиграла «золото» Кубка мира (2015).

## Биография
Изабела родилась в Миннедосе (Манитоба) 23 июня 1998 года. Её родители Даниэль Онышко и Паула Морейра. У Изабелы есть младший брат Стив и сестра Катарина. Её прадедом был Абилио Домингес, выступавший в Тур-де-Франс. В июне 2016 года окончила среднюю школу Vincent Massey High School в Брандоне.
В возрасте 6 лет начала заниматься гимнастикой в Brandon Eagles Gymnastics Club. Также попробовала свои силы и в других видах спорта. Примером для подражания юной спортсменки стала её одноклубница Дженна Кербис (англ. Jenna Kerbis), в 2006 году вошедшая в национальную сборную. Ещё одной спортсменкой, на которую Изабела равняется, является её партнёрша по сборной Элизабет Блэк, которая, по словам Онышко, эмоционально расслаблена во время соревнований и просто получает удовольствие от спорта.
Среди увлечений Онышко коллекционирование оригинальных произведений искусства (артворк), чтение исторической фантастики и мистики.

## Спортивная карьера
Изабела дебютировала на крупных международных соревнованиях на Играх Содружества 2014. В абсолютном первенстве она стала седьмой, а в командных соревнованиях — четвёртой. Сборная Канады уступила 0,532 балла гимнасткам из Уэльса, которые завоевали «бронзу». В этом же году Онышко выступала на чемпионате мира, который проходил в китайском Наньнине, но участвовала только в командных соревнованиях. Сборная Канады не сумела пробиться в финал, став 12-й в квалификации. Изабела стала 29-й в квалификации к личному первенству и в финал не попала.
В январе 2015 года Изабела Онышко выступила на турнире «Elite» в Канаде, став второй в абсолютном первенстве, а также третьей в вольных упражнениях и на бревне. На Кубке мира в словенской Любляне гимнастка впервые в карьере выиграла золотую медаль (в соревнованиях на брусьях), а затем ещё одну на бревне. Также Изабела стала второй в вольных упражнениях. В июле канадка приняла участие в Панамериканских играх, проходивших в Торонто. В командном турнире Онышко заняла второе место вместе с партнёршами по сборной Элли Блэк, Мэган Чант, Мэдисон Копьяк и Викторией Ву. В квалификации Изабела стала седьмой, пройдя в основную часть соревнований, где в абсолютном первенстве с суммой 55,050 балла стала шестой. Также Онышко завоевала право участие в финале на разновысоких брусьях, где заняла последнее, восьмое место, получив 13,325 балла.
В сентябре канадская федерация гимнастики включила Изабелу Онышко в состав сборной на чемпионат мира, проходивший в Глазго. Канадка набрала в результате квалификации 55,216 баллов, что хватило для выхода в финал абсолютного первенства, хоть и с последнего места. Помимо этого, её результат помог пройти квалификацию для сборной в командном турнире: девушки из Канады набрали 222,780 балла и стали седьмыми в квалификации. В финале канадки смогли улучшить результат, однако до медали всё равно оставалось далеко — они заняли шестое место, уступив бронзовым призёрам больше четырёх с половиной баллов. В абсолютном первенстве Изабела превзошла свой результат в квалификации, набрав 55,332 балла и заняла 16-е место из 24-х, так и не сумев пробиться в финалы в отдельных видах.
В феврале 2016 года канадка выиграла турнир «Elite». Затем она выступила на Кубке мира в Штутгарте, став второй в абсолютном первенстве и в вольных упражнениях, а также третьей на бревне. На квалификационных соревнованиях к Олимпиаде в Рио Изабела стала четвёртой на бревне и в вольных упражнениях. В абсолютном первенстве на этом турнире гимнастка стала десятой. В июне Онышко выступала на чемпионате Канады, обойдя в абсолютном первенстве лидера сборной Элизабет Блэк. Таким образом, она добыла путёвку на Олимпийские игры в Рио-де-Жанейро, а её участие позволило выставить канадцам женскую сборную на командном турнире. Канадки заняли в квалификации девятое место, что не позволило им пробиться в финал. В личном первенстве Изабела заняла лишь 18 место, но по результатам квалификации сумела пройти в финал в отдельном виде — «любимом» бревне. Однако медаль первенства завоевать ей не удалось: упав во время исполнения упражнения в финале, она стала восьмой с результатом 13,400 балла. Тем не менее, по возвращения домой Изабела была очень довольна и отметила, что всё было замечательно, а также, что её мечты воплотились в реальность.
После Олимпиады для Онышко настали трудные времена. В 2017 году она получила травму и сумела восстановиться лишь к чемпионату мира, проходившему в Монреале в октябре. Однако выступить удачно не удалось: гимнастка в квалификации принимала участие только в двух видах из четырёх, заранее лишив себя шансов на попадание в финал абсолютного первенства, однако и в этих дисциплинах она выступила неудачно, став 22-й на бревне и 49-й на брусьях.
В марте 2018 года Изабела приняла участие в турнире «Gymnix», в котором сумела завоевать две медали: «золото» в абсолютном первенстве и «серебро» на брусьях. Она также стала шестой на бревне и одиннадцатой в вольных упражнениях. Спустя месяц Онышко приняла участие в Играх Содружества, уже вторых для себя. По результатам квалификации гимнастка попала в финал абсолютного первенства на брусьях и бревне, где стала пятой и четвёртой соответственно. В личном первенстве ей тоже не удалось завоевать медалей, она стала восьмой в многоборье. В командном соревновании вместе с Элли Блэк, Шэллон Олсен, Бриттани Роджерс и Джейд Чробок она стала чемпионкой Игр Содружества, обойдя на 0,425 балла ближайших конкуренток из Англии. В мае на чемпионате Канады Изабела впервые за два года не сумела завоевать ни одну золотую медаль. Лучшими её результатами стали серебряные медали на бревне (14,133) и в абсолютном первенстве (54,516). Также она стала бронзовым призёром Канады в вольных упражнениях, а по итогам чемпионата, включающем многоборье и соревнование в отдельных видах, также заняла второе место. Гимнастка приняла участие в международном турнире в Гимарайнше, проходившем с 14 по 17 июня 2018, и завоевала там две медали: бронзовую на бревне (12,600) и серебряную в вольных упражнениях (13,100); помимо этого, Онышко выступала также на брусьях и заняла шестое место с результатом 12,400 балла. Следующим международным стартом для канадской гимнастки стал турнир в Сомбатхее в сентябре 2018 года. Изабела выступила не лучшим образом, и не смогла квалифицироваться в финал ни в одном из своих видов (бревно, брусья и вольные упражнения).
В феврале 2019 года на турнире «Elite» в Канаде Онышко заняла восьмое место в личном многоборье, а также стала восьмой в финале вольных соревнований.

## Результаты

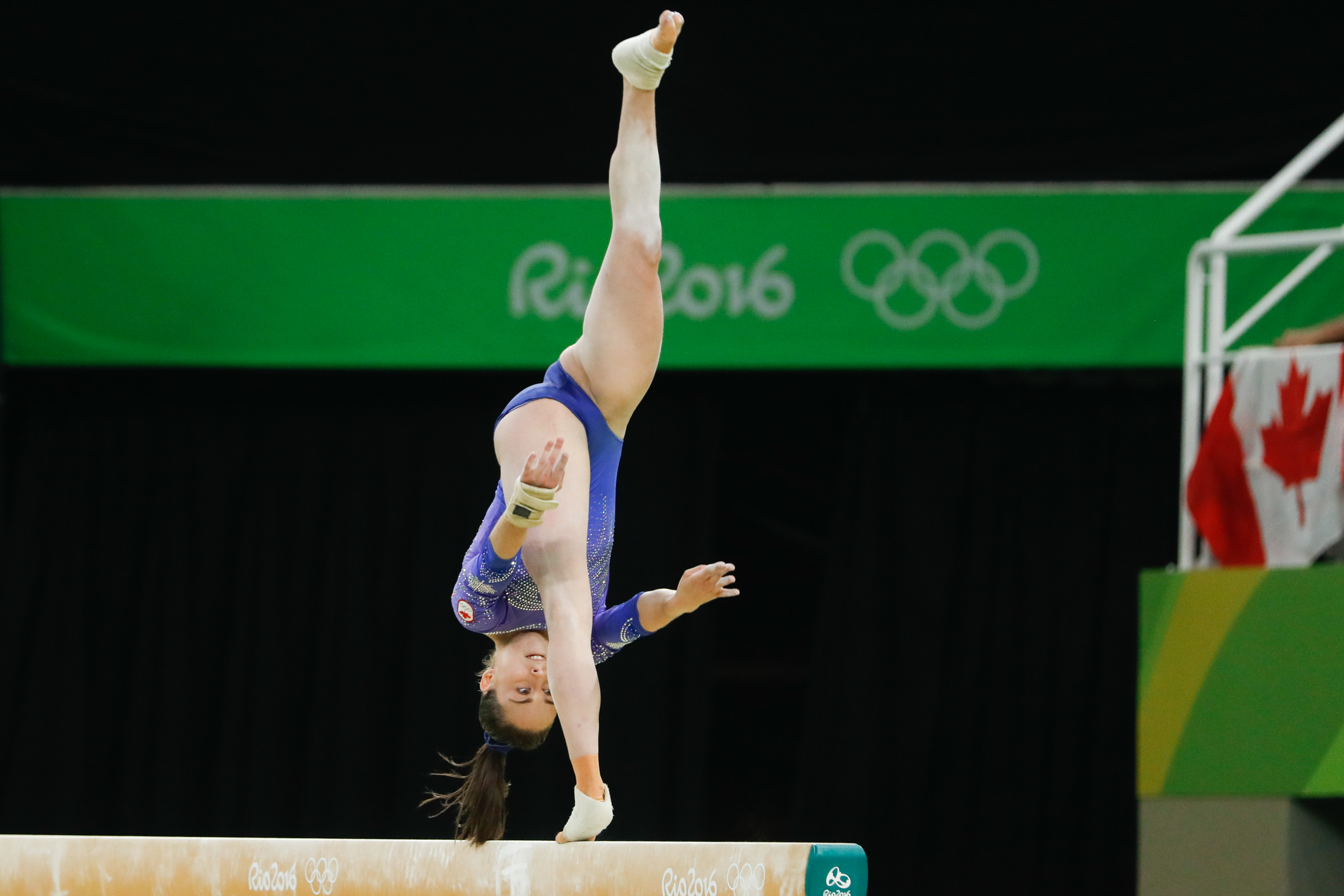
Изабела Онышко выступает в финале соревнований на бревне на летних Олимпийских играх в Рио-де-Жанейро

| Год  | Событие                       | КП | АП  | ОП | РБ | ББ | ВУ |
| ---- | ----------------------------- | -- | --- | -- | -- | -- | -- |
| 2013 | Турнир «Elite» в Канаде       |    | 5   |    | 2  | 8  | 8  |
| 2013 | Чемпионат Канады              |    | 4   |    |    |    |    |
| 2013 | Турнир «Élite» в Марселе      | 5  | 20  |    |    |    |    |
| 2014 | Турнир «Elite» в Канаде       |    | 6   |    |    |    | 5  |
| 2014 | Международный турнир «Gymnix» |    | 4   |    | 1  |    | 8  |
| 2014 | Кубок мира в Катаре           |    |     |    |    |    | 3  |
| 2014 | Кубок мира в Хорватии         |    |     |    | 6  | 5  | 2  |
| 2014 | Чемпионат Канады              |    | 2   |    |    |    |    |
| 2014 | Игры Содружества              | 4  | 7   |    |    | 7  |    |
| 2014 | Чемпионат мира                | 12 |     | 29 | 26 | 60 | 56 |
| 2015 | Турнир «Elite» в Канаде       |    | 2   |    |    | 3  | 3  |
| 2015 | Турнир «WOGA Classic»         |    | 5   |    | 7  | 8  | 5  |
| 2015 | Международный турнир «Gymnix» |    | 2   |    | 2  | 1  |    |
| 2015 | Трофей Езоло                  | 3  | 11  |    | 8  | 4  | 5  |
| 2015 | Кубок мира в Словении         |    |     |    | 1  | 1  | 2  |
| 2015 | Чемпионат Канады              |    | 2   |    |    |    |    |
| 2015 | Панамериканские игры          | 2  | 6   |    | 8  |    |    |
| 2015 | Чемпионат мира                | 6  | 16  |    |    |    |    |
| 2015 | Турнир «Mexican Open»         |    | 1   |    |    |    |    |
| 2016 | Турнир «Elite» в Канаде       |    | 1   |    | 1  | 1  | 1  |
| 2016 | Международный турнир «Gymnix» | 2  | 1   |    | 3  | 6  | 2  |
| 2016 | Кубок мира в Германии         |    | 2   |    |    |    |    |
| 2016 | Тестовые соревнования в Рио   |    | 10  |    |    | 4  | 4  |
| 2016 | Чемпионат Канады              |    | 1   |    |    |    |    |
| 2016 | Олимпийские игры              | 9  | 18  |    |    | 8  |    |
| 2017 | Чемпионат Канады              |    | 4   |    |    |    |    |
| 2017 | Чемпионат мира                |    | 107 |    | 49 | 22 |    |
| 2018 | Международный турнир «Gymnix» |    | 1   |    | 2  | 6  | 11 |
| 2018 | Игры Содружества              | 1  | 8   |    | 5  | 4  |    |
| 2018 | Чемпионат Канады              |    | 2   |    |    |    |    |
| 2018 | Соревнования в Гимарайнше     |    |     |    | 6  | 3  | 2  |